# Категорії харчових продуктів

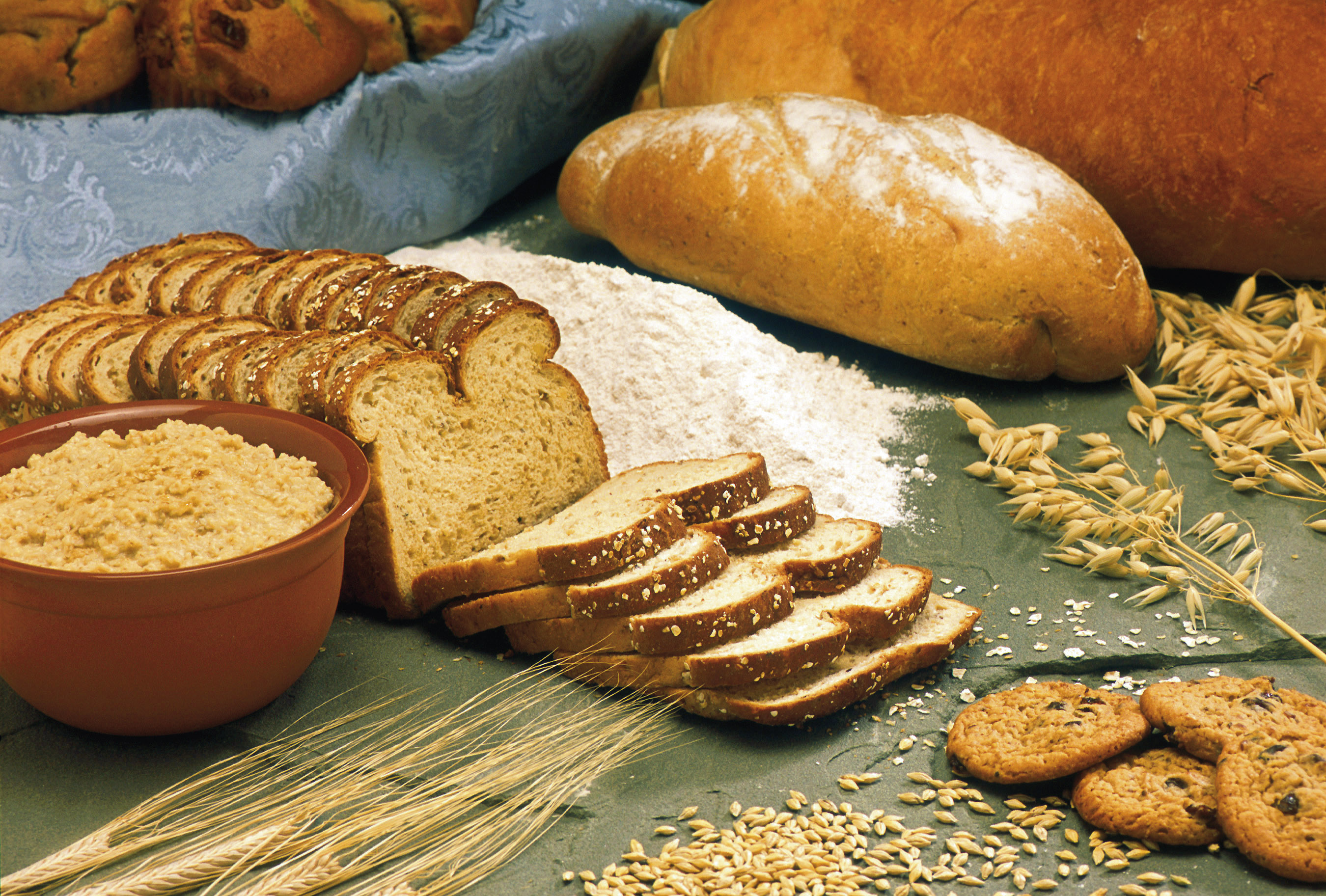
Зернові продукти – це, наприклад, овес, ячмінь та хліб. А печиво часто класифікують як солодощі, хоча воно має багато спільного із зерновими продуктами.

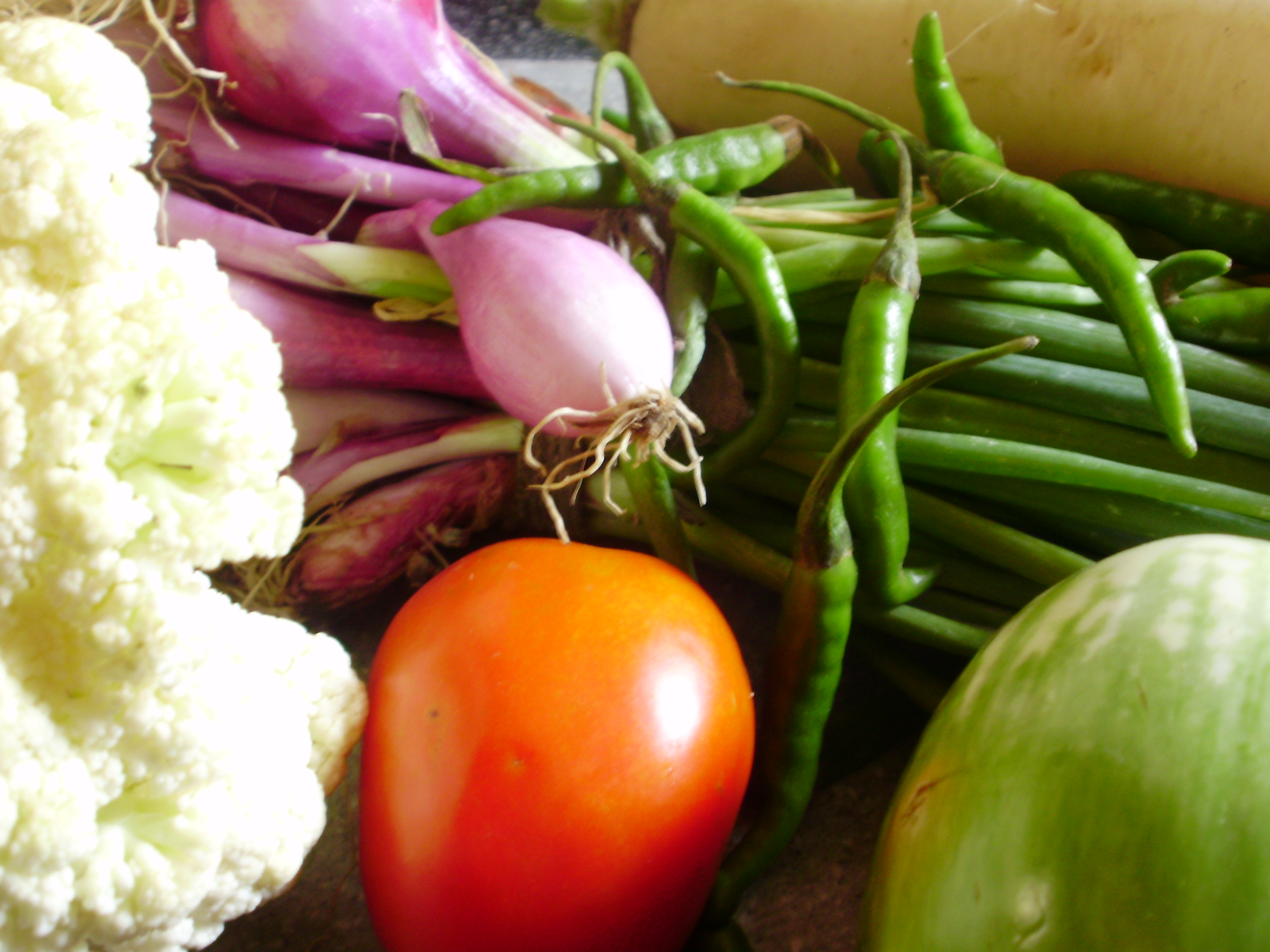
Овочі – також категорія продуктів харчування

Продуктова категорія - це набір продуктів, які мають схожу харчову цінність і мають схожі способи одержання в природі. Як правило, термін використовується в посібниках, які розповідають про здорове харчування . У таких посібниках зазначено рекомендоване споживання продуктів кожної групи. Наприклад, у США Міністерство сільського господарства поділило їжу на різні групи. Їх кількість становить від 4 до 11  .

## Найвідоміші категорії продуктів
- Молочні продукти— категорія продуктів харчування, що містить молоко. Також іноді  об'єднується з  замінниками молока чи навіть з м'ясом.Зазвичай - це невелика категорія продуктів.[2][3][4]. До молочних продуктів відносять молоко, вершкове масло, пряжене масло, йогурт, сир, вершки и морозиво. Виокремлення молочних продуктів як окремої категорії і надання їм певної норми добового вжитку піддавалося критиці з боку сторони Гарвардскої школи суспільної охорони здоров'я, яка зазначає, що «дослідження показали невелику користь цих продуктів, а також можливість шкідливого впливу при вживанні молочних продуктів у великих кількостях ». Помірне споживання молока або інших молочних продуктів (від одної до двух порції на день) повністю припустиме та, коріш за все, приносить користь дітям. Але, за думкою Гарвардскої школт, користі дорослим воно не приносить[5].
- Фрукти, ягоди — категорія, котра  містить яблука, апельсини, банани, ягоди и лимони. Плоди містять вуглеводи, в основному у формі сахарози, а також вітаміни и мінерали.
- Зернові, боби — часто найбільша категорія в довідниках з харчування[2][3][4]. До них відносять пшеницю, рис, овес, ячмінь, хліб, макаронні вироби, запечені боби, соєві боби, сочевицю і нут. Зернові — це джерело крахмалю,  тому иногді їх переміщують до категорії «крохмалистих продуктів», де знаходится картопля.
- М'ясні продукти, іноді  їх ще називають білкові. Кроме мяса, в цю категорію іноді включаютьбобові, яйця, замінники м'яса. Також до цієї категорії можуть відносити молочні продукти. Зазвичай ці категорія продуктів є невеликою[2][3][4]. До м'ясних продуктів відносять курку, рибу, індичатину, свинину та яловичину.
- Кондитерські вироби, або солодощі;
- Овочі— категорія, яку іноді об'єднують з фруктами. Іноді до неї додають бобові. За розміром ця категорія часто уступає лише зерновим продуктам, але овочі навіть переважають зернові. До овочів відносять наприклад, шпинат городній, моркву, цибулю і брокколі.
- Вода — на категорії вона розділяється не завжди. Деякі  посібники не містять цю категорію[4], інші - розташовують її окремо від інших продуктів[2], треті - роблять воду окремою частиною посібника.[6][7] Крім води, в цю категорію включають чай, фруктовий сік, овочевий сік і навіть суп[8].

## Інші категорії
Кількість категорій продуктів залежить від думки авторів керівництва. Канадський продовольчий довідник, який публікується з 1942 року і є другим найбільш затребуваним урядовим документом (після форми для оплати прибуткового податку) у Канаді, визнає лише чотири категорії продуктів харчування, решта продуктів потрапляє до категорії «інші». До інших категорій відноситься, наприклад, алкоголь.
- Алкоголь зазвичай вказаний окремо від інших категорій продуктів харчування, через його шкідливі властивості рекомендується лише деяким людям і тільки в помірних кількостях..(За данними Грвардської піраміди здорового харчування та піраміди Мічиганського університету [9] [7] . У той же час, у харчовій піраміді Італії є половина порцій вина та пива [10] ;
- Їстівний лід[11] ;
- Трави та прянощі.[11]

## Категорії харчових продуктів в Україні
В Україні, згідно вимог до харчових добавок, кожна продуктова категорія має свій власний код, характеристики та приклади харчової продукції.Всього існує 153 харчові категорії, які містяться у додатку 2 "Категорії харчових продуктів"розробленому МОЗ України.

## Контроль якості харчових продуктів в Україні
Контроль якості харчових продуктів в Україні, здійснюється згідно законодавству України, а саме:
- НАКАЗ від 15.05.2020  № 1145 "Про затвердження Вимог до тверджень про поживну цінність харчових продуктів та тверджень про користь для здоров'я харчових продуктів"[12];
- Закон України "Про державний контроль за дотриманням законодавства про харчові продукти, корми, побічні продукти тваринного походження, здоров’я та благополуччя тварин"[13] .

## Дивитись також
- Здорове харчування